# Toyota Financial Services
Toyota Financial Service K.K. (jap. トヨタファイナンシャルサービス株式会社, Toyota fainansharu sābisu kabushiki kaisha; engl. Toyota Financial Services Corp., kurz TFS) ist ein japanisches Unternehmen mit Sitz in Nagoya. Die hundertprozentige Tochtergesellschaft von Toyota Jidōsha K.K. (engl. Toyota Motor Corp.) bietet in Japan und 33 weiteren Ländern Finanzdienstleistungen an, insbesondere Finanzierungen für den Kauf von Toyota-Automobilen. Das Unternehmen wurde im Jahr 2000 gegründet und hat ohne Tochtergesellschaften 83 Mitarbeiter.
Zur Unternehmensgruppe von Toyota Financial Service gehören die Toyota Finance K.K. (engl. Corp., TFC), die Toyota Financial Service Shōken K.K. (engl. Toyota Financial Services Securities Corp., TFSS), die Toyota Asset Management K.K. (engl. Co., Ltd., TAMCO) und die K.K. Toyota Accounting Services (engl. Co., TASC). Gemeinsam mit der Muttergesellschaft wird die Aioi Songai Hoken K.K. (engl. Aioi Insurance Co., Ltd.) betrieben. Zusammen haben die fünf Unternehmen über 10.000 Mitarbeiter.